# Bou dels Heck

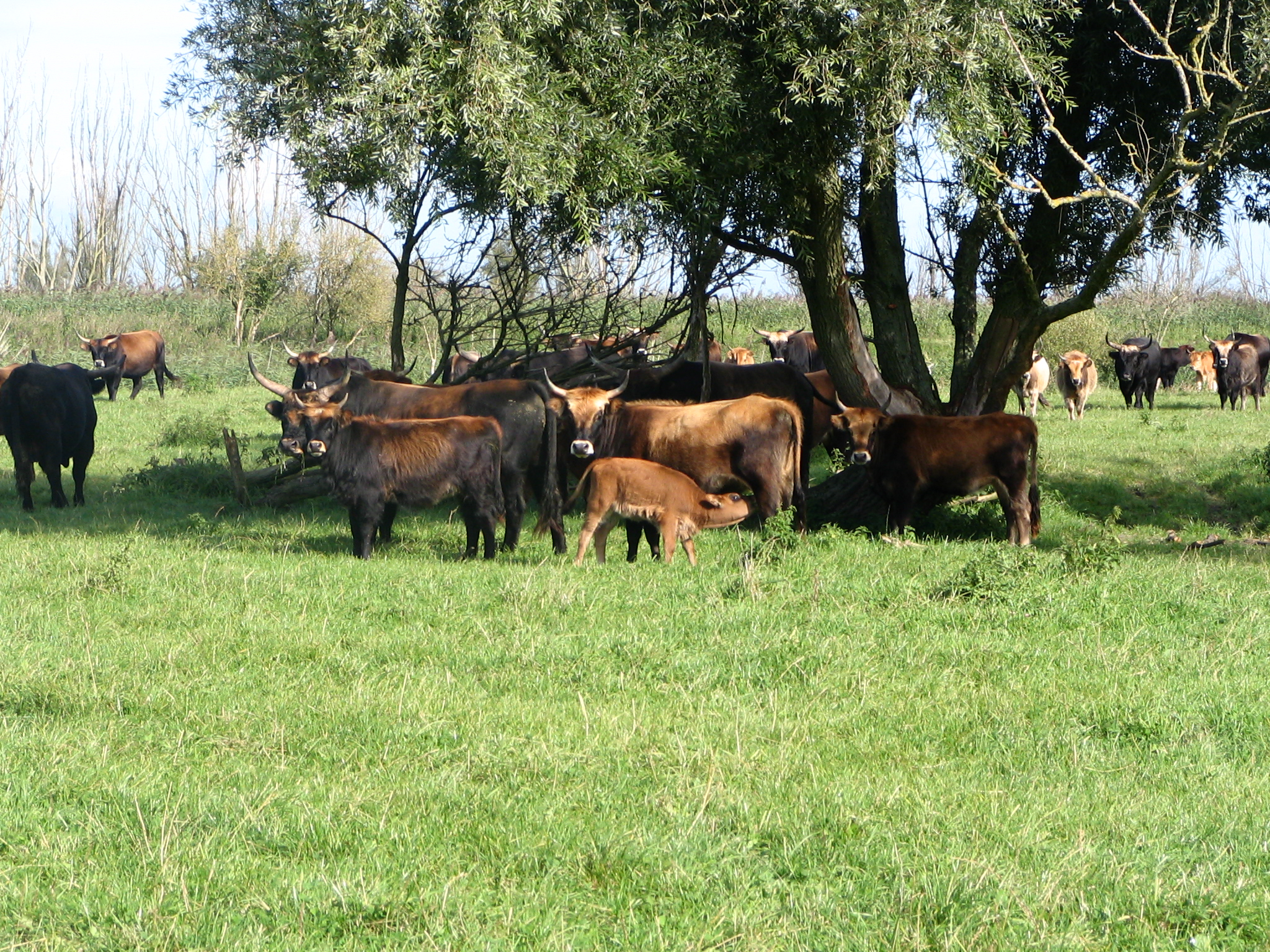
Un petit ramat.

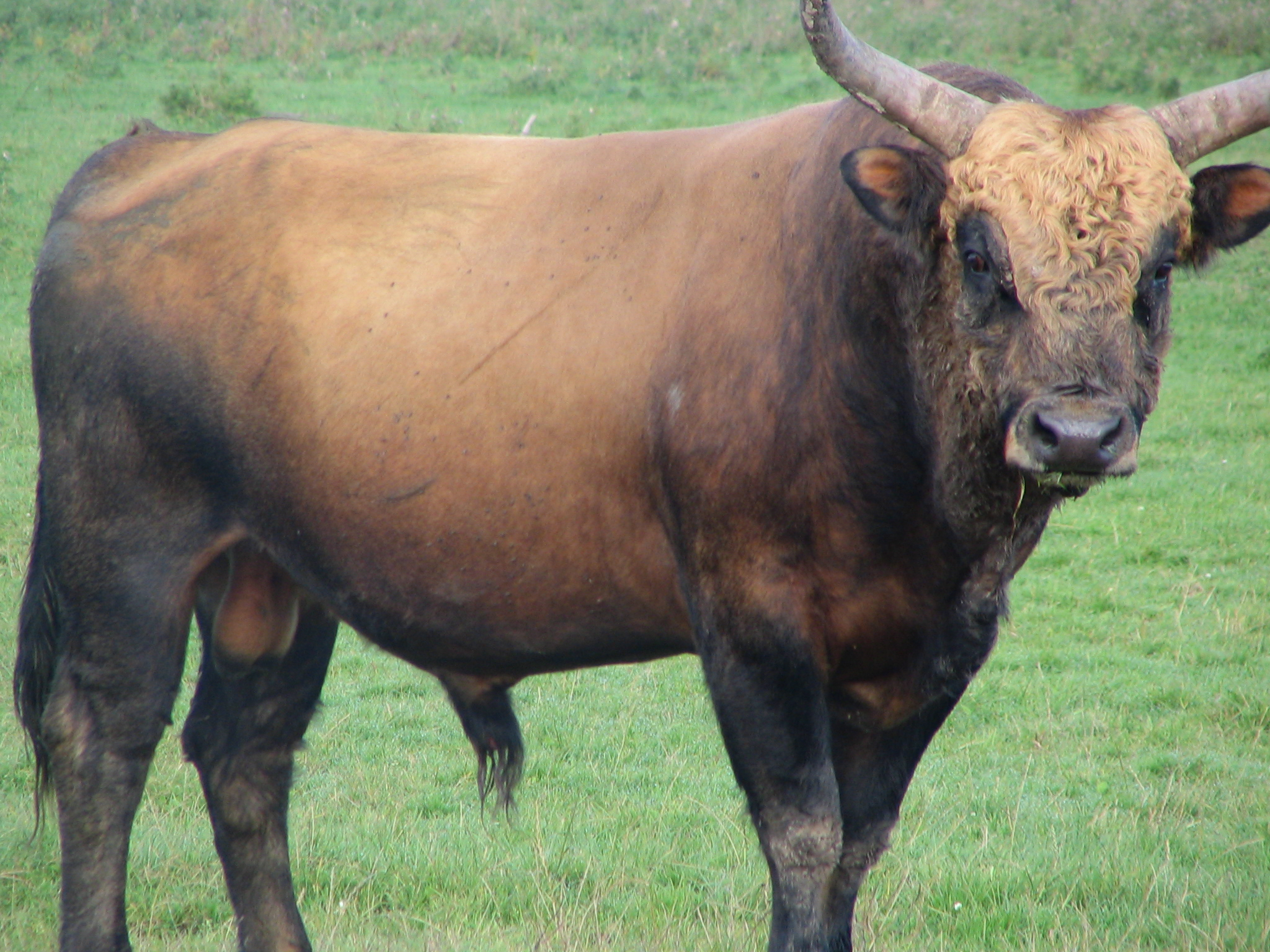
Un bou de Heck.

El bou dels Heck o ur reconstituït és una raça robusta de bou (Bos taurus) sorgida d'una selecció de races bovines domèstiques feta a Alemanya a les dècades del 1920 i del 1930 pels germans Lutz i Heinz Heck. Aquesta selecció aspirava a recrear el tipus original salvatge dels bovins domèstics, és a dir, l'ur original (Bos primigenius)
El mètode utilitzat consistia a creuar races domèstiques "rústiques", que se suposava que eren més pròximes a l'ur original, per tal de recrear una diversitat genètica menys marcada per les transformacions derivades de la domesticació i després seleccionar en el grup d'animals obtinguts d'aquesta manera els individus més semblants al fenotip (aparença física) original, Se suposava que aquest fenotip era un bon indicador de proximitat amb el genotip (patrimoni gènic) original. En termes de semblança, el resultat fou únicament parcial. L'aspecte físic és més rústic però la mida continua sent inferior a la de l'ur salvatge, les banyes són sovint bastant més petites i el color és sovint més clar. En canvi, la capacitat d'aquesta raça de viure en llibertat està ben documentada i mostra que com a mínim una part de les aptituds del seu avantpassat continuen presents.